# 久保田和馬
久保田 和馬（くぼた かずま、1989年3月23日 - ）は、日本の映画ライター、映画評論家。